# SignalNow Professional
SignalNow Professional（シグナルナウ・プロフェッショナル）とは、ストラテジー株式会社が開発・販売している緊急地震速報受信ソフトウェアである。本製品は同社の無料版ソフトウェア「Signalnow express」の上位製品であり、2011年10月14日より販売が開始された。配信サーバーはNTTコミュニケーションズのクラウド・データセンターを使用している。

## 特徴
- 自宅やオフィスなどの利用場所を緯度経度座標で登録するため正確な猶予時間を通報することができる。
- 利用場所の地盤増幅率を利用することにより、無料版より精度の高い震度予測ができる。
- 無料版ではプロキシ環境からだと利用できなかったが有料版では対応した。
- 仕様を無料版とは変更し地図などの表示速度を向上させた。
- この製品は気象庁が定める「緊急地震速報を適切に利用するために必要な受信端末の機能及び配信能力に関するガイドライン」に適合している。

## 動作環境
- 1024ドット×768ドット以上のディスプレイを推奨
- .NET Framework 3.5 SP1以上がインストール済みのPC
- Windows Media Player 11 以上
- WEBブラウジングが可能なインターネット環境

有料版ではInternet Explorerのバージョン規定がなくなった。また前述したようにプロキシ環境からのアクセスに対応した。